# Johann Burianek
Johann Hans Burianek, né le 16 novembre 1913 à Düsseldorf et mort exécuté le 2 août 1953 à Dresde, est un militant allemand, résistant contre la dictature du SED et membre du Groupe de combat contre l'inhumanité (de). Il est condamné à mort par la justice est-allemande lors d'une parodie de procès pour incitation au boycott après qu'il a avoué qu'il planifiait une attaque contre un pont ferroviaire et un train de voyageurs. Il est réhabilité en 2005.

## Biographie
Pendant la Seconde Guerre mondiale, il sert dans la Wehrmacht. Dans les derniers jours de la guerre, il arrête un supposé déserteur à Berlin. Pour cette raison, il est condamné en novembre 1949 par un tribunal de RDA à un an de prison pour crimes contre l'humanité. Il purge près de six mois de sa peine, la peine restante ayant été commuée en avril 1950 en sursis.
Il trouve du travail comme chauffeur chez VEB Secura-Mechanik Berlin. Entre juillet 1950 et mars 1951, il passe en contrebande à Berlin-Est plusieurs milliers d'exemplaires des magazines affiliés au SPD Kleiner Telegraf et Tarantel. En mars 1951, il est recruté par le Groupe de combat contre l'inhumanité (KgU), au nom duquel il distribue des tracts, recueille des informations, transmet des courriers ; il provoque également des incendies mais sans résultats probants.
Le ministère de la Sécurité d'État (MfS) l'emprisonne après son arrestation le 5 mars 1952 dans le « U-Boot », son centre de détention à Berlin. En concertation avec le Comité central du SED, un grand procès-spectacle est préparé devant la Cour suprême de la RDA (OG). De son propre aveu, le plus grand projet de Burianek était de faire sauter le 21 février 1952 un pont ferroviaire près d'Erkner et de faire dérailler le Blue Express, le train express Berlin-Varsovie-Moscou, en sachant que cela coûterait la vie à des passagers. Le Groupe de combat contre l'inhumanité lui a remis les explosifs. L'attentat est resté à l'état de projet car aucun véhicule adapté n'a pu être fourni. Des émissaires du KgU auraient ensuite récupéré la caisse d'explosifs déposée dans l'appartement de Burianek, prétendument pour faire sauter un pont ferroviaire près de Berlin-Spindlersfeld.
Sous la présidence d'Hilde Benjamin, la Cour suprême de la RDA, le 15 mai 1952, inculpe Burianek comme « agent du groupe de combat contre l'inhumanité » et le condamne à mort le 25 mai - il s'agit de la première condamnation à mort de la Cour suprême). Burianek est exécuté deux mois plus tard sur le site central d'exécution de la RDA à Dresde avec la guillotine qui avait été utilisée pendant la dictature national-socialiste.

## Mémoire
Les cendres de Burianek, se trouvent dans le cimetière de Tolkewitz à Dresde, où une plaque commémorative signale le « Mémorial des victimes exécutées de la tyrannie stalinienne de la place de Munich ».
Le tribunal régional de Berlin réhabilite Burianek en 2005 à l'initiative de l'association du 13 août en raison de la loi sur la réhabilitation des criminels en raison d'un « grave mépris des règles matérielles élémentaires » et statue que sa condamnation à mort était contraire à l'État de droit.
Pour l'historien Hubertus Knabe (en), les condamnations à mort contre Burianek et Wolfgang Kaiser sont « parmi les chapitres les plus sombres du système judiciaire du SED, car il ne s'agissait pas de poursuivre des crimes, mais de procédures judiciaires qui ont été menées de manière drastique pour des raisons politiques ».